# 凤凰街道 (鄂州市)
凤凰街道，是中华人民共和国湖北省鄂州市鄂城区下辖的一个乡镇级行政单位。

## 行政区划
凤凰街道下辖以下地区：
凤凰台社区、吴都社区、古城社区、南塔社区、杨湾社区、莲花山社区、滨湖社区、东塔社区、大桥社区、江城社区、澜湖社区、东升社区、寿昌社区、司徒村、菜元头村、洋澜村、莲花村和百子畈村。